# Temporada 2019-20 de Fórmula E
La temporada 2019-20 de Fórmula E fue la sexta temporada del campeonato de monoplazas eléctricos, organizada por la Federación Internacional del Automóvil. Fue la segunda temporada con el chasis Spark SRT05e. Jean-Éric Vergne y DS Techeetah eran los defensores de ambos campeonatos.
António Félix da Costa se consagró campeón de esta edición faltando una fecha, al finalizar segundo en la segunda prueba del e-Prix de Berlín II, y DS Techeetah retuvo el Campeonato de Equipos.

## Equipos y pilotos
| Escudería                        | Chasis               | N.º | Pilotos                | Carreras |
| -------------------------------- | -------------------- | --- | ---------------------- | -------- |
| Audi Sport ABT Schaeffler        | Spark-Audi           | 11  | Lucas Di Grassi        | Todas    |
| Audi Sport ABT Schaeffler        | Spark-Audi           | 66  | Daniel Abt             | 1-5      |
| Audi Sport ABT Schaeffler        | Spark-Audi           | 66  | René Rast              | 6-11     |
| BMW i Andretti Motorsport        | Spark-BMW            | 28  | Maximilian Günther     | Todas    |
| BMW i Andretti Motorsport        | Spark-BMW            | 27  | Alexander Sims         | Todas    |
| GEOX Dragon                      | Spark-Penske         | 6   | Brendon Hartley        | 1-5      |
| GEOX Dragon                      | Spark-Penske         | 6   | Sérgio Sette Câmara    | 6-11     |
| GEOX Dragon                      | Spark-Penske         | 7   | Nico Müller            | Todas    |
| DS Techeetah                     | Spark-DS Automobiles | 25  | Jean-Éric Vergne       | Todas    |
| DS Techeetah                     | Spark-DS Automobiles | 13  | António Félix da Costa | Todas    |
| Envision Virgin Racing           | Spark-Audi           | 2   | Sam Bird               | Todas    |
| Envision Virgin Racing           | Spark-Audi           | 4   | Robin Frijns           | Todas    |
| Panasonic Jaguar Racing          | Spark-Jaguar         | 20  | Mitch Evans            | Todas    |
| Panasonic Jaguar Racing          | Spark-Jaguar         | 51  | James Calado           | 1-9      |
| Panasonic Jaguar Racing          | Spark-Jaguar         | 51  | Tom Blomqvist          | 10-11    |
| Mahindra Racing                  | Spark-Mahindra       | 94  | Pascal Wehrlein        | 1-5      |
| Mahindra Racing                  | Spark-Mahindra       | 94  | Alex Lynn              | 6-11     |
| Mahindra Racing                  | Spark-Mahindra       | 64  | Jérôme d'Ambrosio      | Todas    |
| Mercedes-Benz EQ Formula E Team  | Spark-Mercedes       | 5   | Stoffel Vandoorne      | Todas    |
| Mercedes-Benz EQ Formula E Team  | Spark-Mercedes       | 17  | Nyck de Vries          | Todas    |
| NIO 333 FE Team                  | Spark-NIO            | 33  | Ma Qing Hua            | 1-5      |
| NIO 333 FE Team                  | Spark-NIO            | 33  | Daniel Abt             | 6-11     |
| NIO 333 FE Team                  | Spark-NIO            | 3   | Oliver Turvey          | Todas    |
| Nissan e.dams                    | Spark-Nissan         | 22  | Oliver Rowland         | Todas    |
| Nissan e.dams                    | Spark-Nissan         | 23  | Sébastien Buemi        | Todas    |
| TAG Heuer Porsche Formula E Team | Spark-Porsche        | 18  | Neel Jani              | Todas    |
| TAG Heuer Porsche Formula E Team | Spark-Porsche        | 36  | André Lotterer         | Todas    |
| ROKiT Venturi Racing             | Spark-Venturi        | 19  | Felipe Massa           | Todas    |
| ROKiT Venturi Racing             | Spark-Venturi        | 48  | Edoardo Mortara        | Todas    |
| Fuente:                          |                      |     |                        |          |

### Cambios de equipos
- Porsche se unió a la categoría tras dejar su programa de LMP1 en el Campeonato Mundial de Resistencia.[4]
- Mercedes se unió a la categoría, reemplazando a HWA RACELAB.[4]

### Cambios de pilotos
- Neel Jani volvió a la categoría con Porsche.[28]
- André Lotterer abandonó el equipo Techeetah Formula E Team para unirse al equipo Porsche en su debut en la Fórmula E.[29]
- Brendon Hartley debutó en la categoría de mano del equipo Dragon Racing.[9]
- Maximilian Günther dejó Dragon para reemplazar a António Félix da Costa en BMW.[7]
- António Félix da Costa reemplazó a André Lotterer en el equipo Techeetah Formula E Team.[14]
- Nico Müller debutó en la categoría con el equipo Dragon Racing tras seis temporadas en el DTM.[11]
- El campeón del Campeonato de Fórmula 2 de la FIA Nyck de Vries se unió a la categoría para el equipo Mercedes-Benz EQ Formula E Team.[22]
- James Calado se unió a la estructura del equipo Jaguar sustituyendo a Alex Lynn el cual se queda sin equipo.[18]
- Ma Qing Hua regresó a la Formula E gracias al equipo NIO.[24]
- Daniel Abt fue suspendido por el equipo Audi Sport ABT Schaeffler para el resto de la temporada tras haber hecho trampa en una carrera virtual benéfica durante el receso por la pandemia por coronavirus.[33] Ocupó su lugar René Rast, quien ya ha competido de la categoría en 2016.[6]
- Pascal Wehrlein dejó Mahindra Racing tras cuatro rondas.[34] El británico Alex Lynn ocupó su asiento.[21]
- Tras ser suspendido, Daniel Abt regresó a la competición de la mano de NIO, sustituyendo a Ma Qing Hua, que no pudo viajar a Alemania debido a «restricciones de viaje».[25]
- Brendon Hartley abandonó la Dragon Racing tras cuatro rondas. Su sustituto fue Sérgio Sette Câmara.[10]
- James Calado no disputó el último ePrix debido a su participación en el Campeonato Mundial de Resistencia. Su sustituto fue Tom Blomqvist.[19]

## Entrenamientos

### Pretemporada
Los test de pretemporada se celebraron en el Circuito Ricardo Tormo de Valencia durante los días 15, 16 y 18 de octubre.
| Circuito                                  | Mapa del circuito | Resultados    | Resultados | Resultados             | Resultados                | Resultados | Resultados   | Resultados |
| ----------------------------------------- | ----------------- | ------------- | ---------- | ---------------------- | ------------------------- | ---------- | ------------ | ---------- |
| Circuito Ricardo Tormo Longitud: 3,090 km |                   | Fecha         | Fecha      | Sesión                 | Piloto                    | Escudería  | Mejor tiempo | Vueltas    |
| Circuito Ricardo Tormo Longitud: 3,090 km | Día 1             | 15 de octubre | 1          | Maximilian Günther     | BMW i Andretti Motorsport | 1:15.926   | 35           |            |
| Circuito Ricardo Tormo Longitud: 3,090 km | Día 1             | 15 de octubre | 2          | Sam Bird               | Envision Virgin Racing    | 1:15.570   | 31           |            |
| Circuito Ricardo Tormo Longitud: 3,090 km | Día 2             | 16 de octubre | 1          | Robin Frijns           | Envision Virgin Racing    | 1:15.377   | 24           |            |
| Circuito Ricardo Tormo Longitud: 3,090 km | Día 2             | 16 de octubre | 2          | António Félix da Costa | DS Techeetah              | 1:15.586   | 13           |            |
| Circuito Ricardo Tormo Longitud: 3,090 km | Día 3             | 18 de octubre | 1          | Pascal Wehrlein        | Mahindra Racing           | 1:15.190   | 38           |            |
| Circuito Ricardo Tormo Longitud: 3,090 km | Día 3             | 18 de octubre | 2          | Maximilian Günther     | BMW i Andretti Motorsport | 1:15.087   | 17           |            |
| Fuente:                                   |                   |               |            |                        |                           |            |              |            |

### Jóvenes pilotos
El test de jóvenes pilotos se disputó el día posterior al Marrakech ePrix el 1 de marzo.
| Circuito                                                   | Mapa del circuito | Resultados | Resultados    | Resultados             | Resultados | Resultados   |
| ---------------------------------------------------------- | ----------------- | ---------- | ------------- | ---------------------- | ---------- | ------------ |
| Circuito Internacional Moulay El Hassan Longitud: 2,971 km |                   | Fecha      | Fecha         | Piloto                 | Escudería  | Mejor tiempo |
| Circuito Internacional Moulay El Hassan Longitud: 2,971 km | 1                 | 1 de marzo | Antonio Fuoco | NIO 333 FE Team        | 1:18.736   |              |
| Circuito Internacional Moulay El Hassan Longitud: 2,971 km | 2                 | 1 de marzo | Nick Cassidy  | Envision Virgin Racing | 1:16.467   |              |
| Fuente:                                                    |                   |            |               |                        |            |              |

## Calendario
El calendario oficial fue anunciado en octubre de 2019. Con respecto a la anterior temporada, Hong Kong, Mónaco y Berna se van del calendario, Nueva York pasa a ser una sola carrera, se unen por primera vez Seúl y Yakarta y Londres vuelve con doble carrera. Los ePrix de Sanya, Roma, París, Seúl y Yakarta fueron postergados por la pandemia de enfermedad por coronavirus. En mayo de descartaron las carreras de Nueva York y Londres, pero anunciaron que estaba previsto hacer tres competencias para cerrar la temporada. Se disputó el Berlín ePrix los días 5, 6, 8, 9, 12 y 13 de agosto con configuraciones diferentes en el circuito.
| Carrera             | ePrix                  | País                                      | Circuito                                 | Fecha                   |
| ------------------- | ---------------------- | ----------------------------------------- | ---------------------------------------- | ----------------------- |
| 1                   | Diriyah ePrix          | Arabia Saudita                            | Circuito callejero de Al-Diriyah         | 22 de noviembre de 2019 |
| 2                   | Diriyah ePrix          | Arabia Saudita                            | Circuito callejero de Al-Diriyah         | 23 de noviembre de 2019 |
| 3                   | Santiago ePrix         | Chile                                     | Circuito del parque O'Higgins            | 18 de enero de 2020     |
| 4                   | Ciudad de México ePrix | México                                    | Autódromo Hermanos Rodríguez             | 15 de febrero de 2020   |
| 5                   | Marrakech ePrix        | Marruecos                                 | Circuito Internacional Moulay El Hassan  | 29 de febrero de 2020   |
| 6                   | Berlín ePrix           | Alemania                                  | Circuito del aeropuerto Berlín-Tempelhof | 5 de agosto de 2020     |
| 7                   | Berlín ePrix           | Alemania                                  | Circuito del aeropuerto Berlín-Tempelhof | 6 de agosto de 2020     |
| 8                   | Berlín ePrix           | Alemania                                  | Circuito del aeropuerto Berlín-Tempelhof | 8 de agosto de 2020     |
| 9                   | Berlín ePrix           | Alemania                                  | Circuito del aeropuerto Berlín-Tempelhof | 9 de agosto de 2020     |
| 10                  | Berlín ePrix           | Alemania                                  | Circuito del aeropuerto Berlín-Tempelhof | 12 de agosto de 2020    |
| 11                  | Berlín ePrix           | Alemania                                  | Circuito del aeropuerto Berlín-Tempelhof | 13 de agosto de 2020    |
| Carreras canceladas |                        |                                           |                                          |                         |
|                     | Sanya ePrix            | China                                     | Circuito Callejero de Haitang Bay        | 21 de marzo de 2020     |
| Roma ePrix          | Italia                 | Circuito callejero del EUR                | 4 de abril de 2020                       |                         |
| París ePrix         | Francia                | Circuito de los Inválidos                 | 18 de abril de 2020                      |                         |
| Seúl ePrix          | Corea del Sur          | Circuito callejero de Seúl                | 3 de mayo de 2020                        |                         |
| Nueva York ePrix    | Estados Unidos         | Circuito callejero de Brooklyn            | 11 de julio de 2020                      |                         |
| Londres ePrix       | Reino Unido            | Circuito del Centro de Exposiciones ExCeL | 25 de julio de 2020                      |                         |
| Londres ePrix       | Reino Unido            | Circuito del Centro de Exposiciones ExCeL | 26 de julio de 2020                      |                         |
| Fuente:             |                        |                                           |                                          |                         |

## Resultados
| N.º | Fecha                   | ePrix                                                                                  | Mapa del circuito | Resultados             | Resultados             | Resultados |
| --- | ----------------------- | -------------------------------------------------------------------------------------- | ----------------- | ---------------------- | ---------------------- | ---------- |
| 1   | 22 de noviembre de 2019 | Diriyah ePrix Circuito callejero de Al-Diriyah Ganador 2018-19: António Félix da Costa |                   | Ganador                | Sam Bird               | Resultados |
| 1   | 22 de noviembre de 2019 | Diriyah ePrix Circuito callejero de Al-Diriyah Ganador 2018-19: António Félix da Costa | 2.º puesto        | André Lotterer         |                        | Resultados |
| 1   | 22 de noviembre de 2019 | Diriyah ePrix Circuito callejero de Al-Diriyah Ganador 2018-19: António Félix da Costa | 3.º puesto        | Stoffel Vandoorne      |                        | Resultados |
| 1   | 22 de noviembre de 2019 | Diriyah ePrix Circuito callejero de Al-Diriyah Ganador 2018-19: António Félix da Costa | Vuelta rápida     | Daniel Abt             |                        | Resultados |
| 1   | 22 de noviembre de 2019 | Diriyah ePrix Circuito callejero de Al-Diriyah Ganador 2018-19: António Félix da Costa | Pole Position     | Alexander Sims         |                        | Resultados |
| 2   | 22 de noviembre de 2019 | Diriyah ePrix Circuito callejero de Al-Diriyah Ganador 2018-19: António Félix da Costa | Ganador           | Alexander Sims         |                        | Resultados |
| 2   | 22 de noviembre de 2019 | Diriyah ePrix Circuito callejero de Al-Diriyah Ganador 2018-19: António Félix da Costa | 2.º puesto        | Lucas di Grassi        |                        | Resultados |
| 2   | 22 de noviembre de 2019 | Diriyah ePrix Circuito callejero de Al-Diriyah Ganador 2018-19: António Félix da Costa | 3.º puesto        | Stoffel Vandoorne      |                        | Resultados |
| 2   | 22 de noviembre de 2019 | Diriyah ePrix Circuito callejero de Al-Diriyah Ganador 2018-19: António Félix da Costa | Vuelta rápida     | António Félix da Costa |                        | Resultados |
| 2   | 22 de noviembre de 2019 | Diriyah ePrix Circuito callejero de Al-Diriyah Ganador 2018-19: António Félix da Costa | Pole Position     | Alexander Sims         |                        | Resultados |
| 3   | 18 de enero de 2020     | Santiago ePrix Circuito del Parque O'Higgins Ganador 2018-19: Sam Bird                 |                   | Ganador                | Maximilian Günther     | Resultados |
| 3   | 18 de enero de 2020     | Santiago ePrix Circuito del Parque O'Higgins Ganador 2018-19: Sam Bird                 | 2.º puesto        | António Félix da Costa |                        | Resultados |
| 3   | 18 de enero de 2020     | Santiago ePrix Circuito del Parque O'Higgins Ganador 2018-19: Sam Bird                 | 3.º puesto        | Mitch Evans            |                        | Resultados |
| 3   | 18 de enero de 2020     | Santiago ePrix Circuito del Parque O'Higgins Ganador 2018-19: Sam Bird                 | Vuelta rápida     | Oliver Rowland         |                        | Resultados |
| 3   | 18 de enero de 2020     | Santiago ePrix Circuito del Parque O'Higgins Ganador 2018-19: Sam Bird                 | Pole Position     | Mitch Evans            |                        | Resultados |
| 4   | 15 de febrero de 2020   | Ciudad de México ePrix Autódromo Hermanos Rodríguez Ganador 2018-19: Lucas di Grassi   |                   | Ganador                | Mitch Evans            | Resultados |
| 4   | 15 de febrero de 2020   | Ciudad de México ePrix Autódromo Hermanos Rodríguez Ganador 2018-19: Lucas di Grassi   | 2.º puesto        | António Félix da Costa |                        | Resultados |
| 4   | 15 de febrero de 2020   | Ciudad de México ePrix Autódromo Hermanos Rodríguez Ganador 2018-19: Lucas di Grassi   | 3.º puesto        | Sébastien Buemi        |                        | Resultados |
| 4   | 15 de febrero de 2020   | Ciudad de México ePrix Autódromo Hermanos Rodríguez Ganador 2018-19: Lucas di Grassi   | Vuelta rápida     | Alexander Sims         |                        | Resultados |
| 4   | 15 de febrero de 2020   | Ciudad de México ePrix Autódromo Hermanos Rodríguez Ganador 2018-19: Lucas di Grassi   | Pole Position     | André Lotterer         |                        | Resultados |
| 5   | 29 de febrero de 2020   | Marrakech ePrix Circuito Moulay el Hassan Ganador 2018-19: Jerome d´Ambrosio           |                   | Ganador                | António Félix da Costa | Resultados |
| 5   | 29 de febrero de 2020   | Marrakech ePrix Circuito Moulay el Hassan Ganador 2018-19: Jerome d´Ambrosio           | 2.º puesto        | Maximilian Günther     |                        | Resultados |
| 5   | 29 de febrero de 2020   | Marrakech ePrix Circuito Moulay el Hassan Ganador 2018-19: Jerome d´Ambrosio           | 3.º puesto        | Jean-Éric Vergne       |                        | Resultados |
| 5   | 29 de febrero de 2020   | Marrakech ePrix Circuito Moulay el Hassan Ganador 2018-19: Jerome d´Ambrosio           | Vuelta rápida     | Mitch Evans            |                        | Resultados |
| 5   | 29 de febrero de 2020   | Marrakech ePrix Circuito Moulay el Hassan Ganador 2018-19: Jerome d´Ambrosio           | Pole Position     | António Félix da Costa |                        | Resultados |
| 6   | 5 de agosto de 2020     | Berlin ePrix Circuito del Aeropuerto Berlín-Tempelhof Ganador 2018-19: Lucas di Grassi |                   | Ganador                | António Félix da Costa | Resultados |
| 6   | 5 de agosto de 2020     | Berlin ePrix Circuito del Aeropuerto Berlín-Tempelhof Ganador 2018-19: Lucas di Grassi | 2.º puesto        | André Lotterer         |                        | Resultados |
| 6   | 5 de agosto de 2020     | Berlin ePrix Circuito del Aeropuerto Berlín-Tempelhof Ganador 2018-19: Lucas di Grassi | 3.º puesto        | Sam Bird               |                        | Resultados |
| 6   | 5 de agosto de 2020     | Berlin ePrix Circuito del Aeropuerto Berlín-Tempelhof Ganador 2018-19: Lucas di Grassi | Vuelta rápida     | António Félix da Costa |                        | Resultados |
| 6   | 5 de agosto de 2020     | Berlin ePrix Circuito del Aeropuerto Berlín-Tempelhof Ganador 2018-19: Lucas di Grassi | Pole Position     | António Félix da Costa |                        | Resultados |
| 7   | 6 de agosto de 2020     | Berlin ePrix Circuito del Aeropuerto Berlín-Tempelhof Ganador 2018-19: Lucas di Grassi | Ganador           | António Félix da Costa |                        | Resultados |
| 7   | 6 de agosto de 2020     | Berlin ePrix Circuito del Aeropuerto Berlín-Tempelhof Ganador 2018-19: Lucas di Grassi | 2.º puesto        | Sébastien Buemi        |                        | Resultados |
| 7   | 6 de agosto de 2020     | Berlin ePrix Circuito del Aeropuerto Berlín-Tempelhof Ganador 2018-19: Lucas di Grassi | 3.º puesto        | Lucas di Grassi        |                        | Resultados |
| 7   | 6 de agosto de 2020     | Berlin ePrix Circuito del Aeropuerto Berlín-Tempelhof Ganador 2018-19: Lucas di Grassi | Vuelta rápida     | Stoffel Vandoorne      |                        | Resultados |
| 7   | 6 de agosto de 2020     | Berlin ePrix Circuito del Aeropuerto Berlín-Tempelhof Ganador 2018-19: Lucas di Grassi | Pole Position     | António Félix da Costa |                        | Resultados |
| 8   | 8 de agosto de 2020     | Berlin ePrix Circuito del Aeropuerto Berlín-Tempelhof Ganador 2018-19: Lucas di Grassi |                   | Ganador                | Maximilian Günther     | Resultados |
| 8   | 8 de agosto de 2020     | Berlin ePrix Circuito del Aeropuerto Berlín-Tempelhof Ganador 2018-19: Lucas di Grassi | 2.º puesto        | Robin Frijns           |                        | Resultados |
| 8   | 8 de agosto de 2020     | Berlin ePrix Circuito del Aeropuerto Berlín-Tempelhof Ganador 2018-19: Lucas di Grassi | 3.º puesto        | Jean-Éric Vergne       |                        | Resultados |
| 8   | 8 de agosto de 2020     | Berlin ePrix Circuito del Aeropuerto Berlín-Tempelhof Ganador 2018-19: Lucas di Grassi | Vuelta rápida     | Mitch Evans            |                        | Resultados |
| 8   | 8 de agosto de 2020     | Berlin ePrix Circuito del Aeropuerto Berlín-Tempelhof Ganador 2018-19: Lucas di Grassi | Pole Position     | Jean-Éric Vergne       |                        | Resultados |
| 9   | 9 de agosto de 2020     | Berlin ePrix Circuito del Aeropuerto Berlín-Tempelhof Ganador 2018-19: Lucas di Grassi | Ganador           | Jean-Éric Vergne       |                        | Resultados |
| 9   | 9 de agosto de 2020     | Berlin ePrix Circuito del Aeropuerto Berlín-Tempelhof Ganador 2018-19: Lucas di Grassi | 2.º puesto        | António Félix da Costa |                        | Resultados |
| 9   | 9 de agosto de 2020     | Berlin ePrix Circuito del Aeropuerto Berlín-Tempelhof Ganador 2018-19: Lucas di Grassi | 3.º puesto        | Sébastien Buemi        |                        | Resultados |
| 9   | 9 de agosto de 2020     | Berlin ePrix Circuito del Aeropuerto Berlín-Tempelhof Ganador 2018-19: Lucas di Grassi | Vuelta rápida     | António Félix da Costa |                        | Resultados |
| 9   | 9 de agosto de 2020     | Berlin ePrix Circuito del Aeropuerto Berlín-Tempelhof Ganador 2018-19: Lucas di Grassi | Pole Position     | Jean-Éric Vergne       |                        | Resultados |
| 10  | 12 de agosto de 2020    | Berlin ePrix Circuito del Aeropuerto Berlín-Tempelhof Ganador 2018-19: Lucas di Grassi |                   | Ganador                | Oliver Rowland         | Resultados |
| 10  | 12 de agosto de 2020    | Berlin ePrix Circuito del Aeropuerto Berlín-Tempelhof Ganador 2018-19: Lucas di Grassi | 2.º puesto        | Robin Frijns           |                        | Resultados |
| 10  | 12 de agosto de 2020    | Berlin ePrix Circuito del Aeropuerto Berlín-Tempelhof Ganador 2018-19: Lucas di Grassi | 3.º puesto        | René Rast              |                        | Resultados |
| 10  | 12 de agosto de 2020    | Berlin ePrix Circuito del Aeropuerto Berlín-Tempelhof Ganador 2018-19: Lucas di Grassi | Vuelta rápida     | Oliver Rowland         |                        | Resultados |
| 10  | 12 de agosto de 2020    | Berlin ePrix Circuito del Aeropuerto Berlín-Tempelhof Ganador 2018-19: Lucas di Grassi | Pole Position     | Oliver Rowland         |                        | Resultados |
| 11  | 13 de agosto de 2020    | Berlin ePrix Circuito del Aeropuerto Berlín-Tempelhof Ganador 2018-19: Lucas di Grassi | Ganador           | Stoffel Vandoorne      |                        | Resultados |
| 11  | 13 de agosto de 2020    | Berlin ePrix Circuito del Aeropuerto Berlín-Tempelhof Ganador 2018-19: Lucas di Grassi | 2.º puesto        | Nyck de Vries          |                        | Resultados |
| 11  | 13 de agosto de 2020    | Berlin ePrix Circuito del Aeropuerto Berlín-Tempelhof Ganador 2018-19: Lucas di Grassi | 3.º puesto        | Sébastien Buemi        |                        | Resultados |
| 11  | 13 de agosto de 2020    | Berlin ePrix Circuito del Aeropuerto Berlín-Tempelhof Ganador 2018-19: Lucas di Grassi | Vuelta rápida     | Sam Bird               |                        | Resultados |
| 11  | 13 de agosto de 2020    | Berlin ePrix Circuito del Aeropuerto Berlín-Tempelhof Ganador 2018-19: Lucas di Grassi | Pole Position     | Stoffel Vandoorne      |                        | Resultados |

## Clasificaciones

### Puntuaciones
| Posición | 1º | 2º | 3º | 4º | 5º | 6º | 7º | 8º | 9º | 10º | G | Pole | VR |
| Puntos   | 25 | 18 | 15 | 12 | 10 | 8  | 6  | 4  | 2  | 1   | 1 | 3    | 1  |

### Campeonato de Pilotos
| Pos. | Piloto                 | DIR  | DIR | SAN | MEX  | MAR | BER  | BER  | BER  | BER  | BER  | BER | Puntos |
| ---- | ---------------------- | ---- | --- | --- | ---- | --- | ---- | ---- | ---- | ---- | ---- | --- | ------ |
| 1    | António Félix da Costa | 14*  | 10* | 2*  | 2*   | 1*  | 1*   | 1*   | 4*   | 2*   | Ret* | 9*  | 158    |
| 2    | Stoffel Vandoorne      | 3*   | 3*  | 6*  | NC*  | 15* | 6*   | 5*   | Ret* | 12*  | 9*   | 1*  | 87     |
| 3    | Jean-Éric Vergne       | Ret  | 8   | Ret | 4    | 3   | NC   | 10   | 3    | 1    | 18   | 7   | 86     |
| 4    | Sébastien Buemi        | Ret* | 12* | 13  | 3    | 4   | 7    | 2    | 11   | 3    | 10   | 3   | 84     |
| 5    | Oliver Rowland         | 4    | 5   | 17  | 7    | 9   | 14   | 7    | 6    | 5    | 1    | Ret | 83     |
| 6    | Lucas di Grassi        | 13   | 2   | 7*  | 6*   | 7*  | 8    | 3    | 8*   | 6*   | 21   | 6*  | 77     |
| 7    | Mitch Evans            | 10   | 18  | 3   | 1    | 6   | 13   | 12*  | 9    | 7    | 7*   | 11  | 71     |
| 8    | André Lotterer         | 2*   | 14* | DSQ | Ret* | 8   | 2    | 9    | 5*   | 8    | 4*   | 14* | 71     |
| 9    | Maximilian Günther     | 18   | 11  | 1   | 11   | 2   | DSQ  | Ret* | 1    | Ret* | Ret  | 12  | 69     |
| 10   | Sam Bird               | 1    | Ret | 10  | Ret  | 10  | 3    | 6    | 13   | 11   | 20   | 5   | 63     |
| 11   | Nyck de Vries          | 6*   | 16* | 5*  | Ret* | 11  | 4    | Ret* | 18   | 4    | 14   | 2*  | 60     |
| 12   | Robin Frijns           | 5    | Ret | 15  | DSQ  | 12  | Ret  | 4    | 2    | DNS  | 2    | Ret | 58     |
| 13   | Alexander Sims         | 8    | 1   | Ret | 5    | Ret | 9    | 19   | 10   | 13   | 11   | 13  | 49     |
| 14   | Edoardo Mortara        | 7    | 4   | Ret | 8    | 5   | 17   | 8    | 14   | 14   | 8    | 10  | 41     |
| 15   | René Rast              |      |     |     |      |     | 10*  | 13   | Ret  | 16   | 3    | 4   | 29     |
| 16   | Jérôme d'Ambrosio      | 9    | DNS | NC  | 10   | 13* | 5    | DSQ  | 7    | 15   | 16   | 18  | 19     |
| 17   | Alex Lynn              |      |     |     |      |     | 12   | 11   | 17   | 9    | 5    | 8   | 16     |
| 18   | Pascal Wehrlein        | 11   | 15  | 4   | 9    | 22* |      |      |      |      |      |     | 14     |
| 19   | James Calado           | 16   | 7   | 8   | DSQ  | 16  | 15   | 20   | Ret  | 17   |      |     | 10     |
| 20   | Neel Jani              | 17   | 13  | Ret | 14   | 18  | 11   | 15   | Ret  | 19   | 6    | 15  | 8      |
| 21   | Daniel Abt             | Ret  | 6   | 14* | Ret  | 14  | 18*  | 16*  | 15*  | 18*  | Ret* | 20* | 8      |
| 22   | Felipe Massa           | 12   | 17  | 9   | Ret  | 17  | Ret  | NC   | 19   | 10   | 13   | 16  | 3      |
| 23   | Brendon Hartley        | 19   | 9   | Ret | 12   | 19  |      |      |      |      |      |     | 2      |
| 24   | Oliver Turvey          | 15   | DSQ | 11  | 13   | 21  | 16   | 18   | 16   | 22   | 19   | 21  | 0      |
| 25   | Nico Müller            | DNS  | Ret | 12  | Ret  | 20  | NC   | 14   | 12   | 20   | 17   | 22  | 0      |
| 26   | Tom Blomqvist          |      |     |     |      |     |      |      |      |      | 12   | 17  | 0      |
| 27   | Sérgio Sette Câmara    |      |     |     |      |     | DSQ* | 17   | Ret  | 21   | 15   | 19  | 0      |
| 28   | Ma Qing Hua            | 20   | 19  | 16  | Ret  | 23  |      |      |      |      |      |     | 0      |
| Pos. | Piloto                 | DIR  | DIR | SAN | MEX  | MAR | BER  | BER  | BER  | BER  | BER  | BER | Puntos |

| Color     | Resultado                                                               |
| --------- | ----------------------------------------------------------------------- |
| Oro       | Ganador                                                                 |
| Plata     | 2.ª plaza                                                               |
| Bronce    | 3.ª plaza                                                               |
| Verde     | Finalizó en los puntos                                                  |
| Azul      | Finalizó sin puntos                                                     |
| Azul      | NC - No clasificado                                                     |
| Violeta   | Ret - No terminó (Carrera)                                              |
| Rojo      | DNQ - No se clasificó                                                   |
| Negro     | DSQ - Descalificado                                                     |
| Blanco    | DNS - No empezó (carrera)                                               |
| Blanco    | WD - Retirado (fin de semana)                                           |
| Blanco    | C - Carrera cancelada                                                   |
| Sin color | DNP - Inscrito pero no participó                                        |
| Sin color | INJ - Lesionado                                                         |
| Sin color | EX - Excluido                                                           |
| Estado    | Resultado                                                               |
| Negrita   | Pole position                                                           |
| Cursiva   | Vuelta rápida                                                           |
| †         | Abandona, pero clasifica al completar el porcentaje requerido para ello |

Fuente: Fórmula E.

### Campeonato de Equipos
| Pos. | Equipo                           | N.º | DIR | DIR | SAN | MEX | MAR | BER | BER | BER | BER | BER | BER | Puntos |
| ---- | -------------------------------- | --- | --- | --- | --- | --- | --- | --- | --- | --- | --- | --- | --- | ------ |
| 1    | DS Techeetah                     | 13  | 14  | 10  | 2   | 2   | 1   | 1   | 1   | 4   | 2   | Ret | 9   | 244    |
| 1    | DS Techeetah                     | 25  | Ret | 8   | Ret | 4   | 3   | NC  | 10  | 3   | 1   | 18  | 7   | 244    |
| 2    | Nissan e.dams                    | 22  | 4   | 5   | 17  | 7   | 9   | 15  | 7   | 6   | 5   | 1   | Ret | 167    |
| 2    | Nissan e.dams                    | 23  | Ret | 12  | 13  | 3   | 4   | 7   | 2   | 11  | 3   | 10  | 3   | 167    |
| 3    | Mercedes-Benz EQ Formula E Team  | 5   | 3   | 3   | 6   | NC  | 15  | 6   | 5   | Ret | 12  | 9   | 1   | 147    |
| 3    | Mercedes-Benz EQ Formula E Team  | 17  | 6   | 16  | 5   | Ret | 11  | 4   | Ret | 18  | 4   | 14  | 2   | 147    |
| 4    | Envision Virgin Racing           | 2   | 1   | Ret | 10  | Ret | 10  | 3   | 6   | 13  | 11  | 20  | 5   | 121    |
| 4    | Envision Virgin Racing           | 4   | 5   | Ret | 15  | DSQ | 12  | Ret | 4   | 2   | DNS | 2   | Ret | 121    |
| 5    | BMW i Andretti Motorsport        | 27  | 8   | 1   | Ret | 5   | Ret | 9   | 19  | 10  | 13  | 11  | 13  | 118    |
| 5    | BMW i Andretti Motorsport        | 28  | 18  | 11  | 1   | 11  | 2   | DSQ | Ret | 1   | Ret | Ret | 12  | 118    |
| 6    | Audi Sport ABT Schaeffler        | 11  | 13  | 2   | 7   | 6   | 7   | 8   | 3   | 8   | 6   | 21  | 6   | 114    |
| 6    | Audi Sport ABT Schaeffler        | 66  | Ret | 6   | 14  | Ret | 14  | 10  | 13  | Ret | 16  | 3   | 4   | 114    |
| 7    | Panasonic Jaguar Racing          | 20  | 10  | 18  | 3   | 1   | 6   | 14  | 12  | 9   | 7   | 7   | 11  | 81     |
| 7    | Panasonic Jaguar Racing          | 51  | 16  | 7   | 8   | DSQ | 16  | 16  | 20  | Ret | 17  | 12  | 17  | 81     |
| 8    | TAG Heuer Porsche Formula E Team | 18  | 17  | 13  | Ret | 14  | 18  | 12  | 15  | Ret | 19  | 6   | 15  | 79     |
| 8    | TAG Heuer Porsche Formula E Team | 36  | 2   | 14  | DSQ | Ret | 8   | 2   | 9   | 5   | 8   | 4   | 14  | 79     |
| 9    | Mahindra Racing                  | 64  | 9   | DNS | NC  | 10  | 13  | 5   | DSQ | 7   | 15  | 16  | 18  | 49     |
| 9    | Mahindra Racing                  | 94  | 11  | 15  | 4   | 9   | 22  | 13  | 11  | 17  | 9   | 5   | 8   | 49     |
| 10   | ROKiT Venturi Racing             | 19  | 12  | 17  | 9   | Ret | 17  | Ret | NC  | 19  | 10  | 13  | 16  | 44     |
| 10   | ROKiT Venturi Racing             | 48  | 7   | 4   | Ret | 8   | 5   | 11  | 8   | 14  | 14  | 8   | 10  | 44     |
| 11   | GEOX Dragon                      | 6   | 19  | 9   | Ret | 12  | 19  | DSQ | 17  | Ret | 21  | 15  | 19  | 2      |
| 11   | GEOX Dragon                      | 7   | DNS | Ret | 12  | Ret | 20  | NC  | 14  | 12  | 20  | 17  | 22  | 2      |
| 12   | NIO 333 FE Team                  | 3   | 15  | DSQ | 11  | 13  | 21  | 17  | 18  | 16  | 22  | 19  | 21  | 0      |
| 12   | NIO 333 FE Team                  | 33  | 20  | 19  | 16  | Ret | 23  | 18  | 16  | 15  | 18  | Ret | 20  | 0      |
| Pos. | Equipo                           | N.º | DIR | DIR | SAN | MEX | MAR | BER | BER | BER | BER | BER | BER | Puntos |

| Color     | Resultado                                                               |
| --------- | ----------------------------------------------------------------------- |
| Oro       | Ganador                                                                 |
| Plata     | 2.ª plaza                                                               |
| Bronce    | 3.ª plaza                                                               |
| Verde     | Finalizó en los puntos                                                  |
| Azul      | Finalizó sin puntos                                                     |
| Azul      | NC - No clasificado                                                     |
| Violeta   | Ret - No terminó (Carrera)                                              |
| Rojo      | DNQ - No se clasificó                                                   |
| Negro     | DSQ - Descalificado                                                     |
| Blanco    | DNS - No empezó (carrera)                                               |
| Blanco    | WD - Retirado (fin de semana)                                           |
| Blanco    | C - Carrera cancelada                                                   |
| Sin color | DNP - Inscrito pero no participó                                        |
| Sin color | INJ - Lesionado                                                         |
| Sin color | EX - Excluido                                                           |
| Estado    | Resultado                                                               |
| Negrita   | Pole position                                                           |
| Cursiva   | Vuelta rápida                                                           |
| †         | Abandona, pero clasifica al completar el porcentaje requerido para ello |

Fuente: Fórmula E.